# 전설 원순 중모음
전설 비평순 중모음(前舌 非平脣 中母音) 또는 전설 원순 중모음(前舌 圓脣 中母音)은 모음의 하나이다.
- 이 홀소리는 닿소리가 되지 않을만큼 혀의 위치를 앞으로 해서 발음하는 전설모음이다.
- 이 홀소리는 입술을 둥글게 하고 발음하는 원순모음이다.
- 이 홀소리는 혀의 위치를 고모음과 저모음의 중간 위치로 해서 발음하는 중모음이다.